# OTB International Open 1991
OTB International Open 1991 - тенісний турнір, що проходив на відкритих кортах з твердим покриттям. Належав до серії World в рамках Туру ATP 1991. Відбувся у Скенектаді (США) і тривав з 19 до 26 серпня 1991 року.

## Фінальна частина

### Одиночний розряд
Міхаель Штіх —  Еміліо Санчес 6–2, 6–4
- Для Штіха це був 4-й титул за сезон і 9-й - за кар'єру.

### Парний розряд
Хав'єр Санчес /  Тодд Вудбрідж —  Андрес Гомес /  Еміліо Санчес 3–6, 7–6, 7–6
- Для Санчеса це був 3-й титул за сезон і 16-й - за кар'єру. Для Вудбріджа це був 5-й титул за сезон і 7-й - за кар'єру.